# ジョンズクリーク (ジョージア州)
ジョンズクリーク（英: Johns Creek）は、アメリカ合衆国ジョージア州のフルトン郡にある都市である。人口は8万2453人（2020年）。アトランタの北東に位置する裕福な郊外都市である。雑誌「マネー」の調査（2012年）では、アメリカ合衆国でも収入の多い都市第13位だった。

## 歴史
19世紀初期、ジョンズクリークの地域には、当時チェロキー族インディアンの領土だった所のチャタフーチー川沿いに、交易基地が点在していた。チェロキー族は酋長が率いる農業村が集まった国という形を取っていた。ヨーロッパ人がこの地域に入ると、チェロキー族はアメリカのモデルに倣い、文字を使用し、立法と司法の仕組みを作った。
幾つかの交易基地は次第に交差点の町となり、そこではロジャース、マギニス、フィンドリー、ビュース、カワート、メドロックなど開拓者の家族が集まって来てその収穫物を売った。
1820年までにシェルトンビル（現在はシェイクラグ）の町が渡し船の運行される場所となり、マギニス渡しとロジャース渡しが少額の料金で人や家畜を渡河させた。さらに南のネズビット渡しもニュータウンと呼ばれる別の交差点町近くで同じ機能を果たした。
1820年代、北東ジョージアのチェロキー族領内の丘陵部で金が発見された。そこは今日のジョンズクリークの北約72キロメートルにあり、アメリカ初のゴールドラッシュとなり、1830年にはアメリカ合衆国政府がチェロキー族の領土を取り上げ、最終的にはチェロキー族をオクラホマ州など西部の諸地域へ追放（涙の道）することになった。
幾らかのチェロキー族はこの地域に留まった。その中でも有名な者は開拓者ジョン・ロジャース（1774年-1851年）の妻でチェロキー族との混血だったサラ・コーダリー（1785年-1842年）であり、その子供達12人がいた。ロジャースは尊敬され影響力あるプランテーション所有者であり、アンドリュー・ジャクソン大統領の仲間でもあった。ロジャースが1828年に建てた家は、今日ではジョンズクリークの民家となっているが、ジャクソンが一晩立ち寄ったこともあった。それからかなり後にこの家にはコメディアンでユーモア作家のウィル・ロジャースも訪れていた。ウィル・ロジャースはジョン・ロジャーズから3代後の甥にあたった。ジョンズクリークの名前はジョン・ロジャースの息子ジョンソン・K・ロジャースから採られた。地元の水路に彼の名前が付けられ、「ジョンズ・クリーク」がその後に地域の名前となった。
1831年、チャタフーチー川の北にあった元はチェロキー族の領土の多くが、広いチェロキー郡の中に組み入れられた。1858年にミルトン郡が創設されたとき、ジョンズクリークの地域もその中に含まれた。
1930年代の世界恐慌の時代、ミルトン郡が改組され、その全域がフルトン郡に吸収された。
オーシー、ニュータウン、シェイクラグ、ウォーソーという4つの主要な交差点町が、フルトン郡北東部の田園で未編入領域の社会、教育、事業の中心となっていた。その後の50年間、これらの町が、この未開で人口の少ない地域にとって一体感をもたらすことに貢献していた。近くのロズウェル、アルファレッタ、ダルース、スワニーなどの都市と、隣接するフォーサイス郡やグイネット郡は成長と発展を続けていた。
1981年、ジョージア工科大学卒業生の集団がマギニス渡しとメドロック橋道路に近い農地と森、1,700エーカー (6.9 km2) を購入し、ハイテク・オフィスパークにした。このオフィスパークは、1970年に近くのピーチツリーコーナーズ市に開発されたテクノロジー・パーク/アトランタを真似たものだった。彼らは古い地図で小さなジョンズクリークの名前を認め、その多目的計画都市を「テクノロジー・パーク/ジョンズクリーク」と名付けた。これが地名としてジョンズクリークが引用された始まりだった。この地域はその後の年代に成長して200社が在籍することとなり、その多くがフォーチュン500に入るような会社だった。床面積600万平方フィート (560,000 m2) の事務所、店舗と企業のスペースで11,000人近い人々が働くようになった。職があれば住宅やショッピングセンターが付加され、人口は約6万人増加した。
2000年までにジョンズクリーク地域を市として法人化を目指す草の根運動が緩りと展開された。住民は交通、生活の質の成長、発展などの問題を支配することを望んだ。彼らはサービスの一定レベルに達することを求め、それはスプロールしていくフルトン郡の現状に挑戦するものだった。近くにあるサンディスプリングス市が2005年に法人化したことに続き、ジョンズクリークを法人化する運動が始まった。州議会で法案1321が通過し、2006年3月にはソニー・パーデュー州知事が署名し、2006年7月18日にフルトン郡の北東部で行われた住民投票でも承認された。2006年11月、市では初の選挙で選ばれた役人が就任し、ジョンズクリーク市は2006年12月1日に公式のものとなった。。
2015年11月16日、ジョンズクリーク市政委員会はほとんど警告もせず、公開のコメントも無いままに、全会一致でアトランタ・マルタの鉄道をフルトン郡北部に延伸することに反対する決議を通した。ジョンズクリーク市民の中には委員会委員のために公衆の関与が無いことを心配する声が上がっている。2015年11月19日にあったアトランタ・ミレニアル・レボルーションの行事では、北アメリカ・プロパティーズのマーク・トロが、アトランタ・マルタの延伸に反対する郊外の郡は人種差別に関わっているとしか言えないと主張した。このような問題があるにも拘わらず、アトランタ・マルタのコネクト400プロジェクトは、アトランタ市と州道400号線回廊を結び、フルトン郡北部とアトランタ大都市圏で急速に成長している郊外部の交通動脈とするべく、計画を推進し続けている。

## 市政府

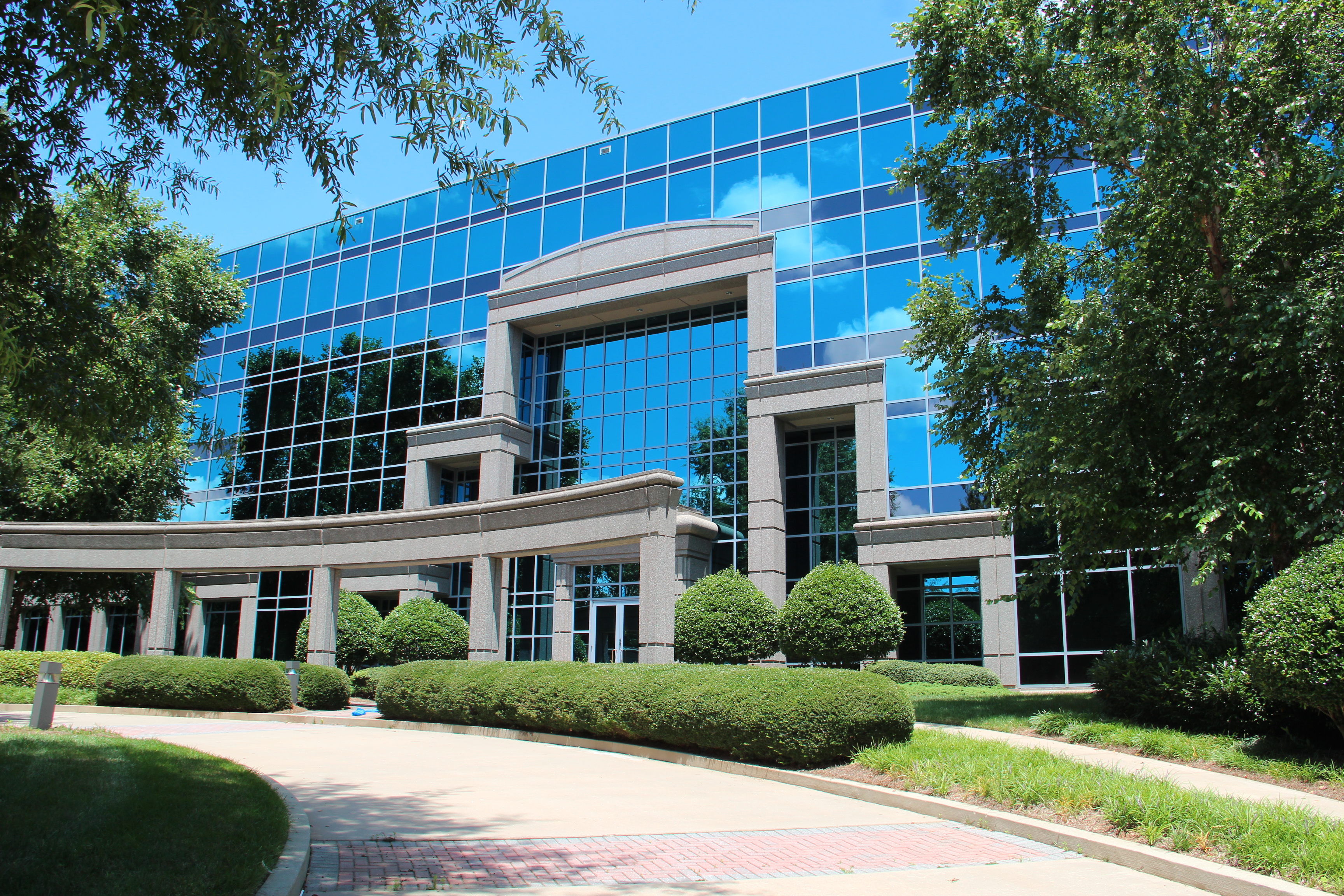
ジョンズクリーク市役所が入っている建物

ジョンズクリーク市政委員会は1人の市長と、6人の委員で構成され、全て全市を選挙区に、4年間任期で選ばれている。選挙は2年毎に行われ、半数が改選される。
市政府を立ち上げる動きは、コロラド州を本拠とする世界的な企業である CH2M HILL-OMI と契約し、市制執行から3年間、警察と消防を除く市の日々のサービスを行わせることで始められた。同社は市政運営の初日から即座に機能できる装置類と人員を提供した。
近くのサンディスプリングス市の同様な計画に倣い、この官民共同体は当時の国内でも最大級に広範なものとなった。市マネジャー、市事務官、市検察官、市長助役、財務支配人、市裁判所事務官、判事のみが市の雇員である。その他のスタッフは CH2M HILL-OMI 社あるいはその下請け業者が提供した。
市が成長し成熟してくると、 CH2M HILL-OMI 社への依存度を下げた。2010年9月、市政委員会は CH2M HILL-OMI 社との協業契約を改定することを票決した。地域社会開発と公共事業は引き続き CH2M HILL-OMI 社が担当し続け、その他のサービスは市の職員あるいは契約者とその下請け業者によって行われるものとした。
ジョンズクリーク市警察署は2008年4月27日から、消防署は2008年10月27日から運営を始めた。警察署はジョージア州警察署長協会からの認証を受け、署形成後の2年間は法執行適格性認定委員会による監督を受けた。
2013年11月5日の選挙では、現職市長のマイク・ボッカーが対抗馬のベブ・ミラーを破った。この選挙では、市政委員の選挙でレナード・"レニー"・ザプロウスキが現職のランドール・ジョンソンを破った。同年中にはコリ・ダベンポートと現職カレン・リチャードソンの間で決選投票が行われ、ダベンポートが勝った。もう一人の委員であるケリー・ステュワートは無投票で当選した。

## 地理

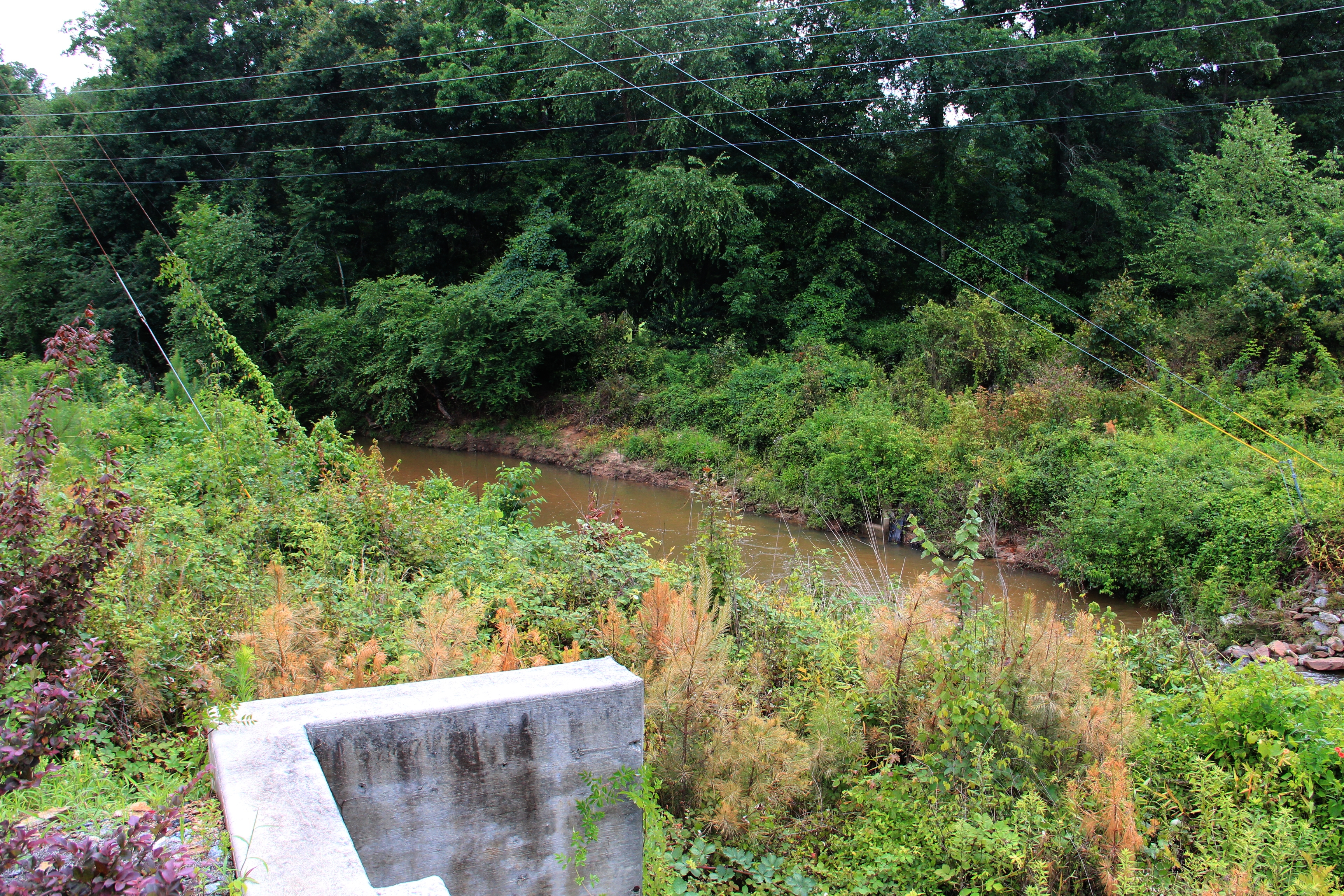
ジョンズ・クリーク

2006年12月時点で、ジョンズクリーク市の中心は北緯34度1分44秒 西経84度11分55秒 / 北緯34.02889度 西経84.19861度 (34.0289259, -84.1985790)に位置している。アメリカ地質調査所地名情報システムのデータである。標高は海抜約 286 m である。市の南側はチャタフーチー川とグイネット郡に接し、北東はマギニス渡し道路とフォーサイス郡に接している。北西側はロズウェル市とアルファレッタ市との入り混じった境界線になっている。
西と南がロズウェル市、北西がアルファレッタ市、北がフォーサイス郡とスワニー市、南と東がグイネット郡となっている。

### 主要高規格道路
- ジョージア州道120号線
- ジョージア州道141号線
- ジョージア州道140号線

### 気候
ジョンズクリーク市は温暖湿潤気候、ケッペンの気候区分ではCfaにあたる。
| ジョンズクリークの気候 | ジョンズクリークの気候 | ジョンズクリークの気候 | ジョンズクリークの気候 | ジョンズクリークの気候 | ジョンズクリークの気候 | ジョンズクリークの気候 | ジョンズクリークの気候 | ジョンズクリークの気候 | ジョンズクリークの気候 | ジョンズクリークの気候 | ジョンズクリークの気候 | ジョンズクリークの気候 | ジョンズクリークの気候 |
| 月                     | 1月                    | 2月                    | 3月                    | 4月                    | 5月                    | 6月                    | 7月                    | 8月                    | 9月                    | 10月                   | 11月                   | 12月                   | 年                     |
| ---------------------- | ---------------------- | ---------------------- | ---------------------- | ---------------------- | ---------------------- | ---------------------- | ---------------------- | ---------------------- | ---------------------- | ---------------------- | ---------------------- | ---------------------- | ---------------------- |
| 最高気温記録 °F （°C） | 75 (24)                | 80 (27)                | 88 (31)                | 91 (33)                | 95 (35)                | 101 (38)               | 102 (39)               | 101 (38)               | 98 (37)                | 88 (31)                | 84 (29)                | 76 (24)                | 102 (39)               |
| 平均最高気温 °F （°C） | 50 (10)                | 55 (13)                | 63 (17)                | 71 (22)                | 78 (26)                | 84 (29)                | 88 (31)                | 86 (30)                | 81 (27)                | 72 (22)                | 62 (17)                | 53 (12)                | 70.3 (21.3)            |
| 平均最低気温 °F （°C） | 29 (−2)                | 32 (0)                 | 38 (3)                 | 45 (7)                 | 54 (12)                | 62 (17)                | 67 (19)                | 66 (19)                | 60 (16)                | 47 (8)                 | 39 (4)                 | 32 (0)                 | 47.6 (8.6)             |
| 最低気温記録 °F （°C） | −10 (−23)              | 1 (−17)                | 6 (−14)                | 24 (−4)                | 31 (−1)                | 40 (4)                 | 48 (9)                 | 50 (10)                | 28 (−2)                | 25 (−4)                | 10 (−12)               | −1 (−18)               | −10 (−23)              |
| 降水量 inch （mm）     | 5.34 (135.6)           | 4.78 (121.4)           | 5.52 (140.2)           | 4.04 (102.6)           | 4.63 (117.6)           | 3.66 (93)              | 4.17 (105.9)           | 4.32 (109.7)           | 3.87 (98.3)            | 3.58 (90.9)            | 3.73 (94.7)            | 4.18 (106.2)           | 51.82 (1,316.2)        |
| 出典：                 |                        |                        |                        |                        |                        |                        |                        |                        |                        |                        |                        |                        |                        |

## 経済

### 主要雇用主
ジョンズクリーク市の2011年包括的財務報告書に拠れば、郡内の主要雇用主は次の通りである。
| 順位 | 雇用主                                       | 従業員数 |
| ---- | -------------------------------------------- | -------- |
| 1    | ステートファーム保険                         | 1,280    |
| 2    | アルコン                                     | 1,235    |
| 3    | メイシーズ・システムズ・アンド・テクノロジー | 1,018    |
| 4    | クローガー                                   | 879      |
| 5    | エモリー・ジョンズクリーク病院               | 615      |
| 6    | パブリックス                                 | 253      |
| 7    | サイア                                       | 239      |
| 8    | ライフタイム・フィットネス                   | 229      |
| 9    | ワールド・フィナンシャル・グループ           | 207      |
| 10   | ホールフーズ・マーケット                     | 205      |

## 人口動態
以下は2010年の国勢調査による人口統計データである。
| 基礎データ - 人口: 76,728 人 - 世帯数: 23,013 世帯（2007年） - 家族数: 18,740 家族（2007年） 人種別人口構成 - 白人: 63.5% - アフリカン・アメリカン: 9.2% - ネイティブ・アメリカン: 0.1% - アジア人: 23.4% - インド系: 8.4% - 韓国系: 6.5% - 中国系: 5.7% - ベトナム系:0.5% - 日本系: 0.5% - パキスタン系: 0.5% - フィリピン系: 0.4% - バングラデシュ系: 0.1% - インドネシア系:0.1% - タイ系:0.1% - カンボジア系:0.1% - ラオス系:0.1% - その他の人種: 1.4% - 混血: 2.4% | - ヒスパニック・ラテン系: 5.2% - メキシコ系:1.6% - プエルトリコ系: 0.8% - コロンビア系: 0.7% - キューバ系: 0.4% - ペルー系: 0.2% - ドミニカ系: 0.2% - ベネズエラ系: 0.2% - グアテマラ系: 0.1% - ホンジュラス系: 0.1% - エルサルバドル系: 0.1% - チリ系: 0.1% - アルゼンチン系: 0.1% - エクアドル系: 0.1% - スペイン系: 0.1% |

ジョンズクリーク市は2006年に法人化されたので、計画のための数字として70,050人と推計されていた。2000年国勢調査のときは存在していなかったので、データも無い。
- 平均収入[18]
  - 世帯の中央値: 109,576米ドル
  - 世帯の平均値: 137,271米ドル
- 人口1人あたり収入: 45,570米ドル

## 文化とレジャー
ジョンズクリーク市には、アトランタ大都市圏では唯一パートタイムで全員がプロの交響楽団であるジョンズクリーク交響楽団がある。音楽監督J・ウェイン・ボーマンの指導により、年数回の演奏会を開催している。
ジョンズクリーク芸術センターは、年間を通じて多数のメディアで志望する芸術家に授業やキャンプを提供している。
市内では年間を通じて幾つかの祭が開催されている。12月のファウンダーズ・ウィークは市の法人化を活動とパレードで祝っている。9月の「秋の家族祭」は地域社会がニュータウン公園に集まる。アーツ・オン・ザ・クリークは審査のある芸術ショーであり、音楽や演劇の公演がある。
「ザ・テイスト・オブ・ジョンズクリーク」は毎年秋に開催される食品祭であり、40以上の地元レストランが参加し、その収益は課外活動を行う公立学校の支援に使われる。
市内には民間5か所、パブリック1か所のゴルフ場がある。有名なアトランタ・アスレティッククラブでは2011年のPGA全米プロゴルフ選手権と2014年の全米アマチュアゴルフ選手権が開催された。その他のゴルフ場として、カントリークラブ・オブ・サウス、リバーモント・ゴルフ・アンド・カントリークラブ、リバーパインズ・ゴルフ、セントアイブス、スタンダード・クラブがある。
アトランタ・アスレティッククラブでは2010年にアトランタ・テニス選手権も初めて開催された。アトランタ・ローンテニス協会の会員は数千人おり、国内でも最大および最古級のレクリエーション機関である。
ジョンズクリークはチャタフーチー川に添って長さ13.5マイル (21.7 km) の川べりがあり、ボート遊びができる場所も多い。浅瀬ややや早い早瀬もある。マス釣りにも好適である。
オートリー・ミル自然保護・歴史遺産センターには、クリーク族インディアンの帽子の複製、1800年代の歴史的村があり、広さ46エーカー (190,000 m2) の森林には野生生物がいる。ジョージア州道に沿った4マイル (6 km) の緑道は自転車乗りが楽しめる。この緑道に他の歩道を繋ぐ計画もあり、他の都市とも繋がる予定である。

## 教育
ジョンズクリークの公立学校はフルトン郡教育学区に属している。市が資金を手当てしているわけではない。
各学校は一貫して国内でもトップクラスに入るものである。チャタフーチー高校、リバートレイル中学校、ドルビン小学校はブルーリボン優秀賞の学校である。ノースビュー高校は州内共通試験で3回知事賞を獲得してきた。
高校（9年生から12年生）
- チャタフーチー高校
- ノースビュー高校
- ジョンズクリーク高校

ロズウェル市にあるセンテニアル高校にはジョンズクリークの高校生も通うことができる。
中学校（6年生から8年生）
- オートリー・ミル中学校
- リバートレイル中学校
- テイラーロード中学校
- ヘインズブリッジ中学校[28]、アルファレッタ市内にあるが、ジョンズクリークの生徒も入学できる

小学校（幼稚園から5年生）
- アボッツヒル小学校[30]
- バーンウェル小学校[31]
- ドルビン小学校[32]
- フィンドリーオークス小学校[33]
- メドロックブリッジ小学校[34]
- オーシー小学校[35]
- シェイクラグ小学校[36]
- ステイトブリッジクロッシング小学校[37]
- ウィルソンクリーク小学校[38]
- ヒルサイド小学校[39]、ロズウェル市内にあるが、ジョンズクリークの生徒も入学できる
- ノースウッド小学校[40]、ロズウェル市内にあるが、ジョンズクリークの生徒も入学できる

私立学校
- ウッドワード・アカデミー北キャンパス[41]
- クレスコ・モンテッソリ学校[42]

公共図書館
- アトランタ・フルトン公共図書館システムが、ノースイースト・スプルール・オークス図書館とオーシー地域図書館を運営している[43]。